# Râul Săseuș
Râul Săseuș sau Râul Săsăuș este un curs de apă, afluent al Pârâului Nou. 

## Hărți
- Harta județului Sibiu